# Horacio Del Valle
Horacio Andrés del Valle Isla (Chile, 11 de octubre de 1979) es un exfutbolista chileno. Jugaba de defensa y su último equipo fue Deportes Concepción.

## Clubes
| Club                      | País  | Año       |
| ------------------------- | ----- | --------- |
| Huachipato                | Chile | 1998-2000 |
| Universidad de Concepción | Chile | 2001      |
| Huachipato                | Chile | 2002-2007 |
| Deportes Concepción       | Chile | 2008-2010 |

- Datos: Q5901855